# Ммадінаре
Ммадінаре — населений пункт сільського типу, розташований в центральному окрузі Ботсвани, за 15 кілометрів від Селібе-Пхікве. Село повільно перетворюється на місто з населенням приблизно 13 000 (за оцінками перепису 2004 року) людей різних племен, включаючи Бангвато, Баталаоте, Бабірва та інші. Ммадінаре знаходиться в центрі пагорбів; Як і інші села в Південній Африці, воно було засноване під час воєн, а пагорби використовувалися як форма захисту від ворогів, оскільки вони могли бачити їх здалеку.

## Географія
Річка Мотлуце проходить у північній частині села під назвою, яка постачає воду до греблі Лецібого, на шляху до річки Шаше, що знаходиться далі на схід. Річка частково виснажена в результаті видобутку піску на мідній шахті в Селібе-Пхікве, яка отримує пісок із річки для промивання мідних руд.
Ця територія також має високий потенціал для туризму та ресурсів дикої природи, оскільки в околицях є багато тварин, особливо слонів, які знищують урожай і майно людей. Іноді в цьому під час цих подій гинуть люли.

## Історія
Село було засноване близько 1900 року племенем Баталаоте, коли вони відмовилися від поселення в Палап‘є. Баталаоте оселились і жили біля пагорба Макоме та зайняли райони Келеле та Себу. Вихідці з Південної Африки, оселилися і залишилися біля пагорба Маретемаголо та сформували райони Манга та Матабі. Королівські родини Келеле та Себу були вигнані з Ммадінаре в 1908 році колоніальною адміністрацією. Пізніше вони оселилися в Сеняве, за словами старост села та істориків.

## Культура і спорт
Мешканці Ммадінаре віддають перевагу дуже тихому життю та стриманому способу життя, їм подобаються їхні звичаї та традиції, як-от традиційна їжа (мабеле), і в той же час вони намагаються перетворитися на маленьке місто, не втрачаючи свого минулого, оскільки воно отримує великий вплив від сусіднє місто Селібе Пхікве.
Існують щорічні 10 кілометрові перегони, які проходять у селі на Різдво і є однією з головних принад відвідувачів села, особливо в грудні. Ммадінаре зазвичай організовує сезонні футбольні турніри, які спонсорують різні організації.

## Інфраструктура
У селі є поліцейська дільниця, старша середня школа та дамба Лецибого. В селі є дві неповні середні школи (Макоме і Меременці). У Ммадінаре є шість початкових шкіл: St Peters, Mmadinare School, Phethu-mphoeng, Tapalakoma, Kelele та Letsibogo, а також кілька дошкільних закладів. Первинна лікарня Ммадінаре — це державна районна лікарня, розташована в Ммадінаре.